# 徳島市南部中学校
徳島市南部中学校（とくしまし なんぶちゅうがっこう）は、徳島県徳島市勝占町にある公立中学校。
通称「南中（なんちゅう）」。

## 概要
- 徳島市論田小学校、徳島市大松小学校、徳島市渋野小学校、徳島市方上小学校、徳島市宮井小学校[1]の5校の児童が進学。
- 2016年5月17日から3日間、中学3年生が職場体験（徳島新聞社ほか）を実施[2]。

### 校訓
- 自主
- 協和
- 勤労

### 最寄駅
- JR牟岐線 地蔵橋駅

### 通学区域
徳島市
飯谷町、大谷町、大原町、大松町、方上町、勝占町、北山町、雑賀町、三軒屋町、渋野町、丈六町、多家良町、西須賀町、八多町、論田町
（このうち、大原町小神子は、小松島市立小松島中学校も選択可能。）
小松島市
江田町のうち、勝浦川左岸側（本来は小松島市立小松島中学校の通学区域だが、本校も選択可能。）

## 部活動
- サッカー部
- 男子バレーボール部
- 女子バレーボール部
- 男子ソフトテニス部
- 女子ソフトテニス部
- 野球部
- 男子バスケットボール部
- 女子バスケットボール部
- 陸上部
- 男子卓球部
- 女子卓球部
- 吹奏楽部
- 美術部

## 著名な卒業生
- 平尾充庸 - プロバスケットボール選手
- 西木紳悟 - ローラースケート選手
- 増田大輝 - プロ野球選手
- 増田将馬 - プロ野球選手

## 通学区域が隣接している学校
- 徳島市津田中学校
- 徳島市八万中学校
- 徳島市上八万中学校
- 佐那河内村立佐那河内中学校
- 勝浦町立勝浦中学校
- 小松島市立小松島南中学校
- 小松島市立小松島中学校